# 태비 게빈슨
태비 게빈슨(Tavi Gevinson, 1996년 4월 21일 ~ )은 미국의 작가, 잡지 에디터, 배우이다. 12살 때 패션 블로그 "스타일 루키"(Style Rookie)의 운영하며 청소년 블로거로 이름을 알리기 시작했으며, 이후 패션에서 대중 문화와 여성주의로 영역을 옮겼다.